# Barna noddi
A barna noddi (Anous stolidus) a madarak (Aves) osztályának lilealakúak (Charadriiformes) rendjébe, ezen belül a csérfélék (Sterniidae) családjába tartozó faj.

## Előfordulása
Költőhelyei az Atlanti-óceán, a Csendes-óceán és az Indiai-óceán trópusi és szubtrópusi szigetein, valamint Venezuela és Észak-Ausztrália partjain találhatók. A barna noddi még igen nagy számban fordul elő, de azért egyes helyeken veszélyeztetve van.

## Alfajai
- Anous stolidus galapagensis
- Anous stolidus pileatus
- Anous stolidus plumbeigularis
- Anous stolidus ridgwayi
- Anous stolidus stolidus

## Megjelenése
A barna noddi hossza 38–40 centiméter, szárnyfesztávolsága 77–85 centiméter, testtömege pedig 160–205 gramm. A felnőtt madár törzse, szárnya és farka barna. Homloka és feje teteje világosszürke, ám a vakító trópusi napfényben messziről fehérnek látszik.

## Életmódja
Túlnyomórészt nappal aktív. Nagy kolóniákban sűrűn fészkel. A tápláléka halakból és tintahalakból tevődik össze. Táplálékkereséskor szorosan a hullámok felett siklik, olykor azonban beleveti magát a habokba.

## Szaporodása
A költési időszak a földrajzi szélességtől függően változó. Évente egyszer költ. A fészekaljban egy fehér, halványszürke vagy -vörös tojás vörösbarna foltokkal található. A kotlás 32-36 napig tart, és mindkét szülő részt vesz benne. A fiatal madarak 40-56 nap múlva repülnek ki.

## Képek

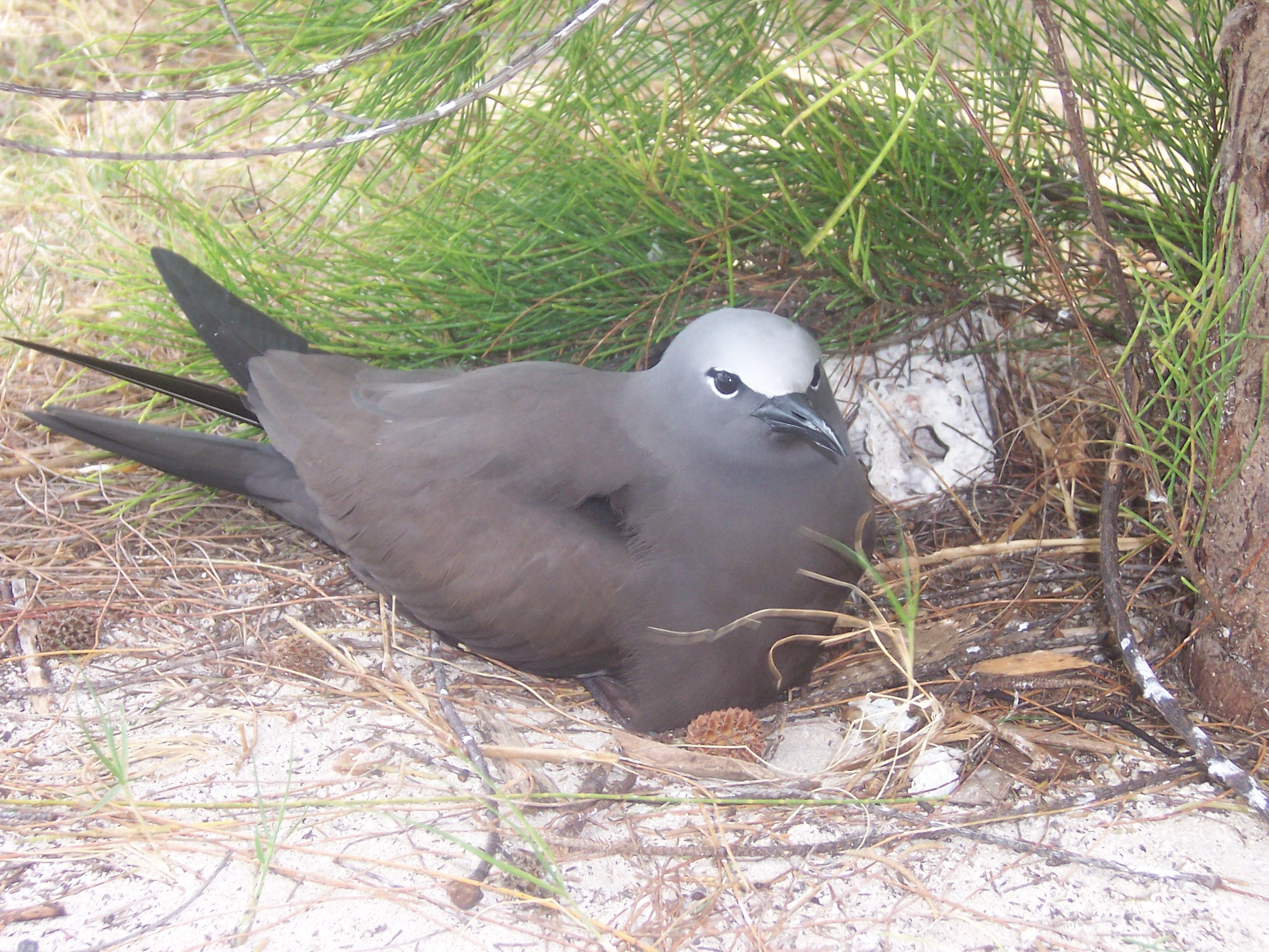
A kezdetleges fészek
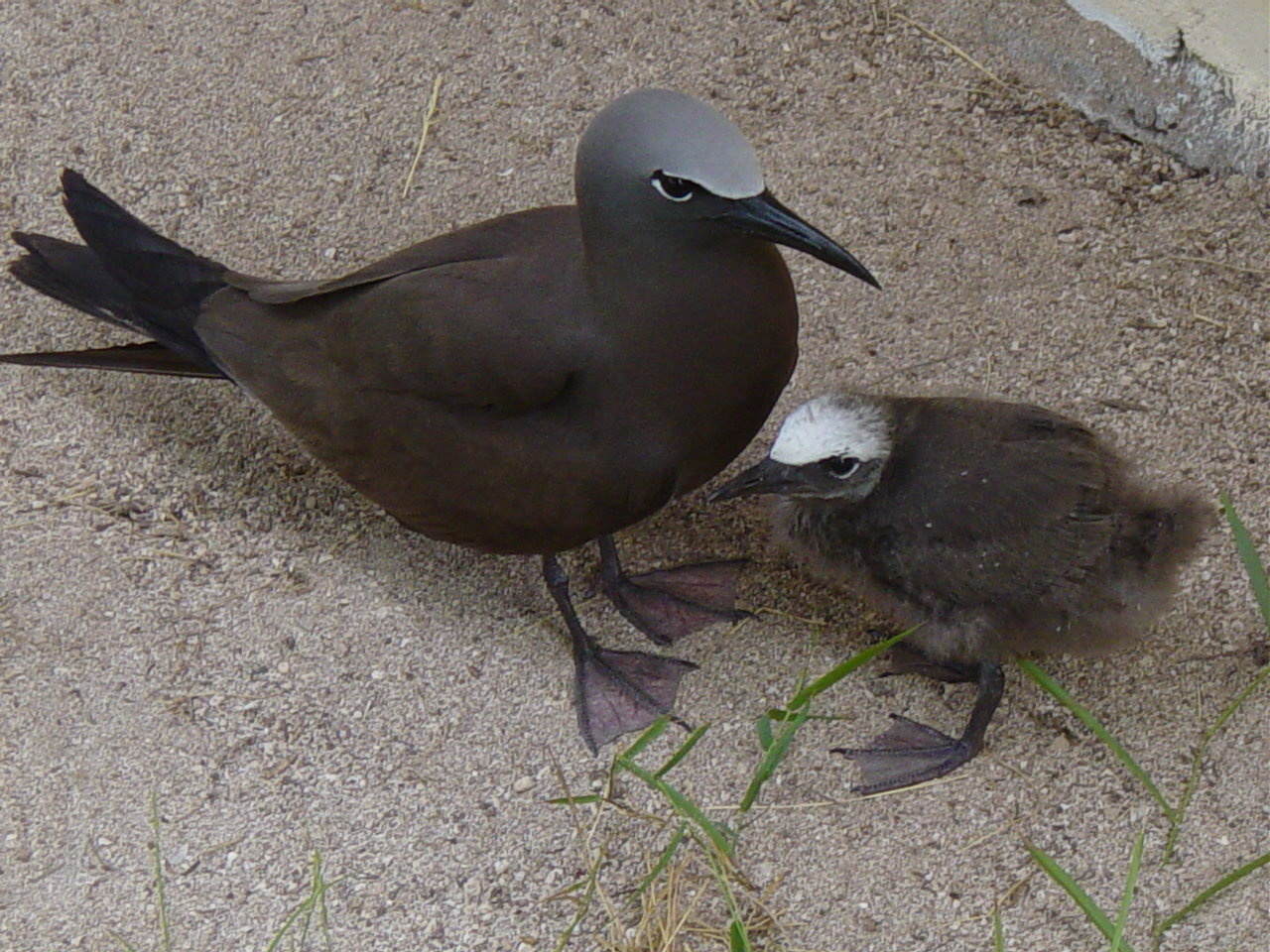
Egy idős példány és egy csibe
- Lady Elliot Island, Queensland
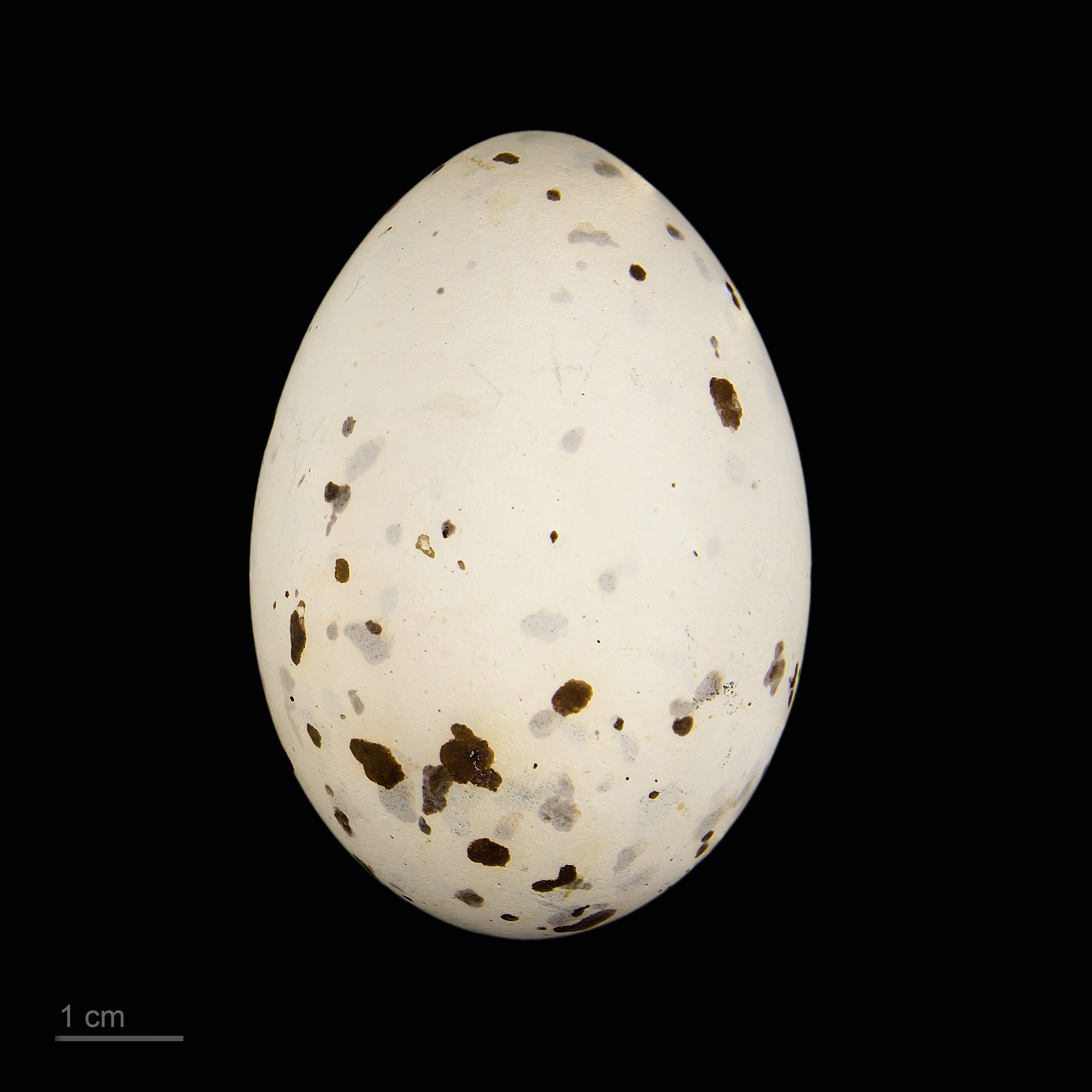
Tojása